# Carlo Lapini
Carlo Lapini (Siena, 1724 - 28 d'octubre de 1802) fou un compositor italià del classicisme. De caràcter un xic indolent i poc sociable, el seu nom per aquest motiu ha romàs quelcom ignorat, no obstant haver estat un notable músic. El 1757 ocupà el càrrec de mestre de capella de la col·legiata de la seva ciutat natal, estant al front de la mateixa per espai de quaranta anys. Es dedicà especialment a la música religiosa, sent notable la seva missa de Rèquiem, executada en els funerals de l'emperadriu Maria Teresa I (1780).